# Rzy (Dobříkov)

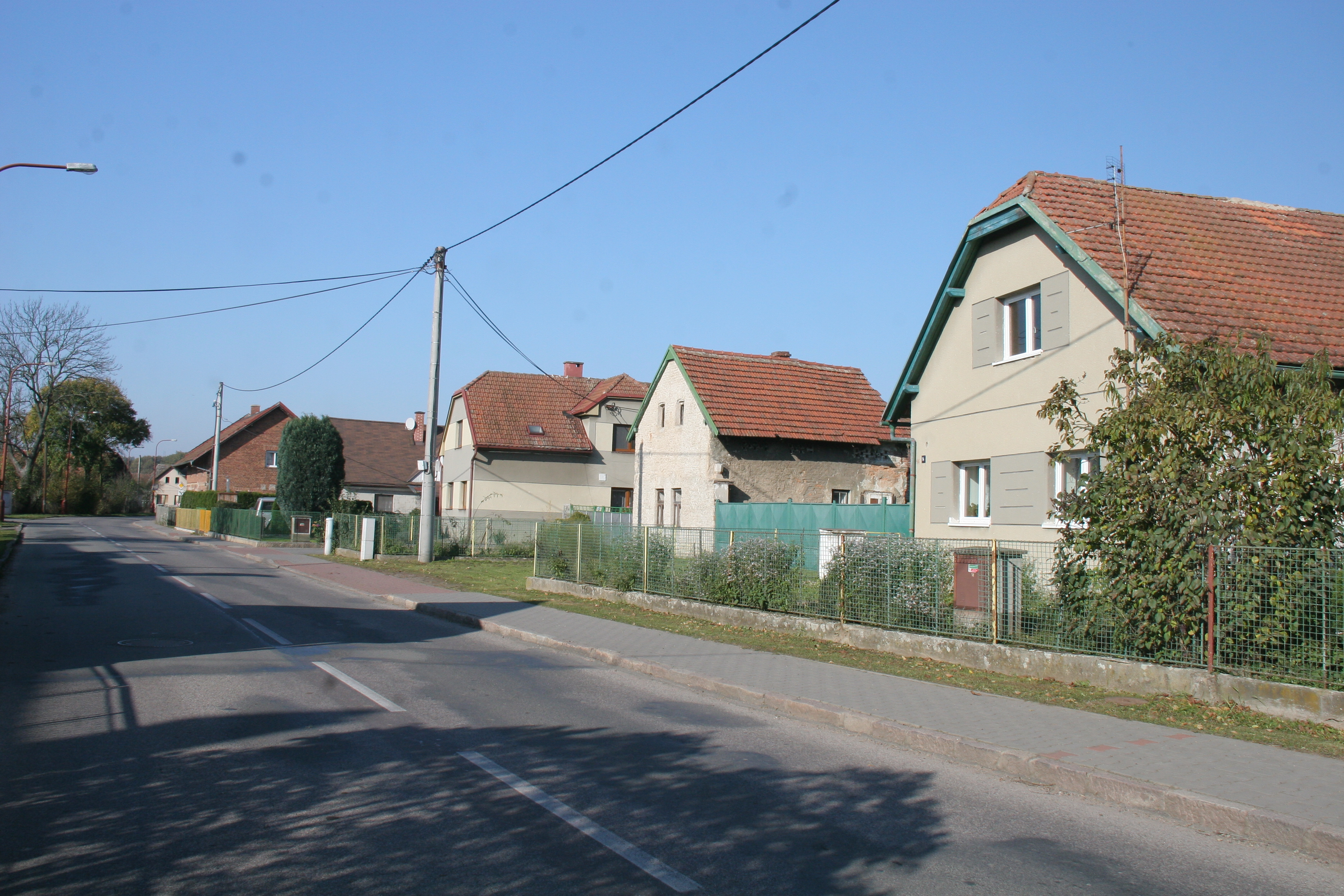
Dorfstraße

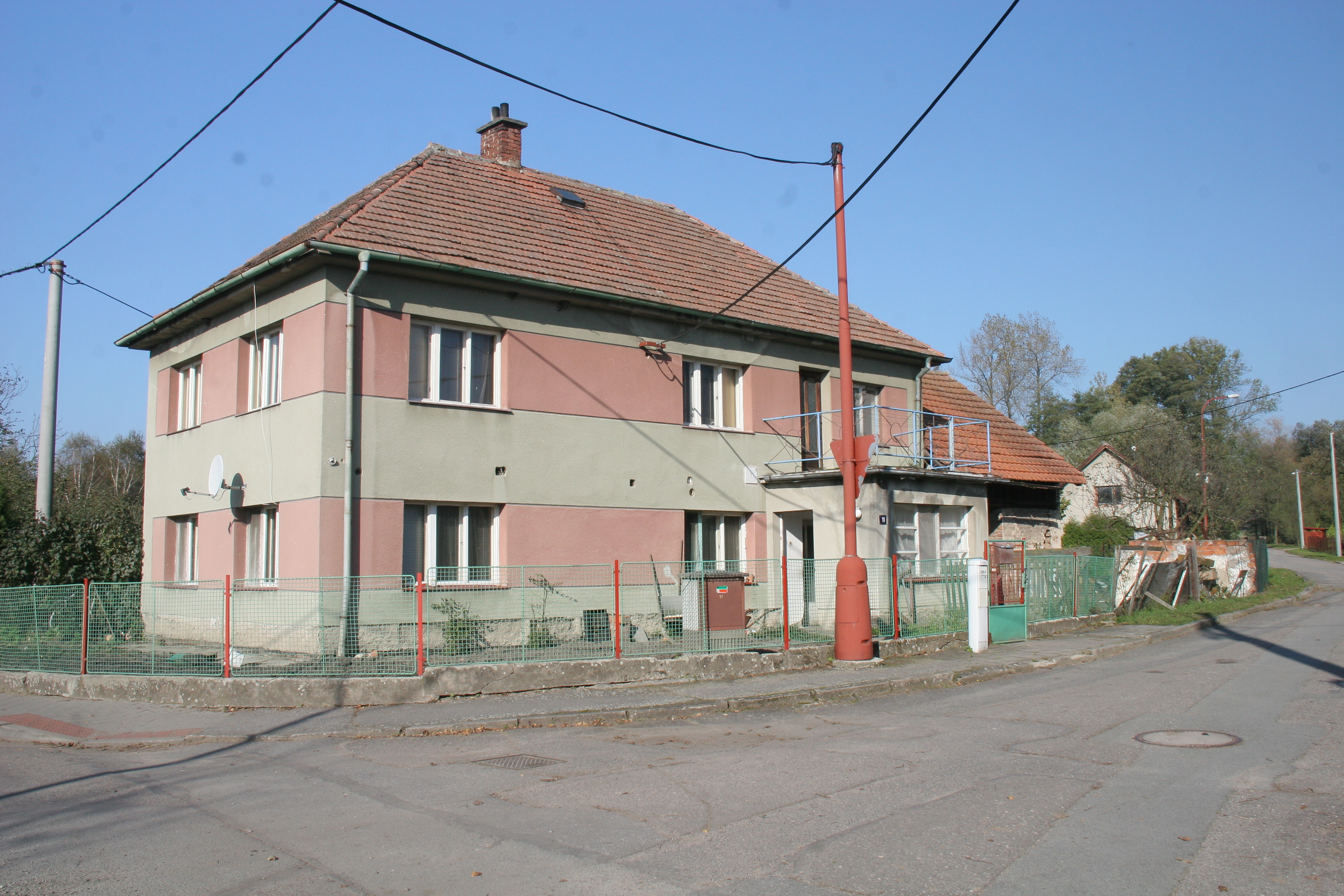
Haus Nr. 11

Rzy (deutsch Ry, 1940–1945: Ries) ist ein Ortsteil der Gemeinde Dobříkov in Tschechien. Er liegt sieben Kilometer nördlich von Vysoké Mýto und gehört zum Okres Ústí nad Orlicí.

## Geographie
Rzy befindet sich rechtsseitig der Loučná auf der Choceňská tabule (Chotzener Tafel). Durch den Ort führt die Staatsstraße II/315 zwischen Týnišťko und Choceň; südlich des Dorfes verläuft die Bahnstrecke Česká Třebová–Praha. In den Loučná-Auen zwischen Rzy und der Bahnstrecke liegt der Teich Rzovák. Gegen Norden erstreckt sich ein ausgedehntes Waldgebiet. Im Nordwesten erhebt sich der Na Divišce (304 m n.m.), nordöstlich die Kopanina (325 m n.m.),
Nachbarorte sind Dolní Jelení und Rousínov im Norden, Prochody, Újezd u Chocně, Chloumek und Darebnice im Nordosten, Dobříkov im Osten, Slatina im Südosten, Zámrsk und Nová Ves im Süden, Janovičky, Nádraží Zámrsk und Týnišťko im Südwesten, Bory und Franclina im Westen sowie Jaroslav, Ostřetín und Horní Jelení im Nordwesten.

## Geschichte
Die erste schriftliche Erwähnung des Dorfes erfolgte im Jahre 1546.
Im Jahre 1835 bestand das im Chrudimer Kreis gelegene Dorf Rzy aus 19 Häusern, in denen 103 Personen lebten. Im Ort gab es ein Hegerhaus. Pfarrort war Zamrsk. Bis zur Mitte des 19. Jahrhunderts blieb das Dorf der königlichen Leibgedingestadt HHohenmauth untertänig.
Nach der Aufhebung der Patrimonialherrschaften bildete Rzy ab 1849 einen Ortsteil der Gemeinde Dobříkov im Gerichtsbezirk Hohenmauth. Ab 1868 gehörte das Dorf zum politischen Bezirk Hohenmauth. 1869 hatte Rzy 96 Einwohner und bestand aus 20 Häusern.
Im Jahre 1900 lebten in Rzy 93 Menschen, 1910 waren es 105. Rzy löste sich 1906 von Dobříkov los und bildete eine eigene Gemeinde. Im Jahre 1930 hatte die Gemeinde 115 Einwohner. 1960 wurde Rzy dem Okres Ústí nad Orlicí zugeordnet. Am 14. Juni 1964 erfolgte die erneute Eingemeindung nach Dobříkov. Beim Zensus von 2001 lebten in den 30 Häusern von Rzy 72 Personen.

## Ortsgliederung
Der Ortsteil Rzy bildet einen Katastralbezirk.